# Calycopis dragones
Calycopis dragones är en fjärilsart som beskrevs av Johnson, Eisele och Enrique Macpherson 1988. Calycopis dragones ingår i släktet Calycopis och familjen juvelvingar. Inga underarter finns listade i Catalogue of Life.